# تيم هاغ
تيم هاغ هو فنان قتال مختلط كندي، ولد في 9 مايو 1983 في بويلي في كندا، وتوفي في 18 يونيو 2017 في إدمونتون في كندا بسبب نزف مخي.

## وصلات خارجية
- تيم هاغ على موقع بوكس ريك (الإنجليزية) (registration required)
- تيم هاغ على موقع يو إف سي (الإنجليزية)
- تيم هاغ على موقع شيردوغ (الإنجليزية)
- تيم هاغ على موقع Tapology.com (الإنجليزية)
- تيم هاغ على موقع IMDb (الإنجليزية)
- تيم هاغ على موقع قاعدة بيانات الفيلم (الإنجليزية)